# Роща (Свердловская область)
Роща — село в Шалинском районе Свердловской области России. Входит в Шалинский муниципальный округ.
Ранее было центром Рощинского сельсовета Шалинского района.

## География
Село Роща расположено в 47 километрах к северо-западу от посёлка Шаля (в 68 километрах по дорогам), на правом берегу реки Сылвы, в устье реки Малой Урмы (правого притока Сылвы).

## История
Поселение основано во II половине XVI века. Первоначальное название поселения — Урмы, Большие Урмы. Первыми поселенцами были татары, бежавшие водным путём на Урал после разгрома Казанского ханства на Волге. После обосновались старообрядцы, пришедшие сюда после раскола Русской церкви в XVII веке. В XIX веке находилось волостное правление. В 1879 году была построена школа, почта, по воскресеньям проходил базар. 
В 1922 году получило название Роща. В советские годы жители занимались производством молочной продукции на сельхозпредприятии.

## Музей истории села
В 1987 году в бывшем здании волостного правления открыт музей истории села, в котором представлены старинные предметы крестьянского быта и история старообрядческой культуры.

## Рождество-Богородицкая единоверческая церковь
В 1864 году была построена деревянная однопрестольная церковь. В том же году она была освящена в честь Рождества Пресвятой Богородицы. Церковь была закрыта в 1930-е годы.

## Население
В 1890-х годах в Урминской волости проживало около 4 000 человек.
| 2002 | 2010 | 2021 |
| ---- | ---- | ---- |
| 687  | ↘677 | ↘598 |